# I Wanna Be Down
"I Wanna Be Down" är en låt framförd av den amerikanska singer-songwritern Brandy Norwood. Den spelades in till hennes självbetitlade debutalbum Brandy (1994) och gavs ut som sångerskans debutsingel via Atlantic Records den 6 september 1994. Låten skrevs och komponerades av Keith Crouch och Kipper Jones. "I Wanna Be Down" är en samtida R&B-produktion i midtempo. Den innehåller influenser av både hiphop soul och pop. Singelns officiella remixversion, "Human Rhythm Hip Hop Remix", gästades av de kvinnliga rapparna MC Lyte, Queen Latifah och Yo-Yo. Låttexten handlar om en ung kvinnas kärlek till en man och projekterade Norwoods ungdomliga och oskuldsfulla image.
"I Wanna Be Down" bemöttes positivt av musikrecensenter. Vissa ansåg att singeln hade ett "förvånansvärt" moget innehåll och andra prisade Norwoods sång. Låten tog sig in på amerikanska R&B-listan Hot R&B/Hip-Hop Songs den 3 september 1994. Följande vecka klättrade singeln 45 placeringar. "I Wanna Be Down" nådde förstaplatsen på listan under hösten samma år och blev både Norwood och Keith Crouchs första listetta. Låten blev en stor hit på popmarknaden, där den tog sig till sjätteplatsen på Billboard Hot 100. Norwoods debutsingel såldes i över en miljon exemplar och guldbelönades av RIAA. "I Wanna Be Down" hade även framgång i Oceanien där den nådde tolfte respektive elfteplats på Nya Zeelands och Australiens singellistor.
Två musikvideor gjordes till respektive version av låten. Dessa filmades i oktober 1994 och regisserades av Keith Ward. Remixvideon nådde förstaplatsen på BET samma år och nominerades till en MTV Video Music Award. "I Wanna Be Down" Grammy-nominerades med utmärkelsen "Best Rap Performance By A Duo Or A Group" vid den 38 upplagan av ceremonin som hölls den 28 februari 1996. Hon vann två Soul Train Music Awards i kategorierna "Best R&B/Single, Solo" och "Best R&B/Soul Song of The Year" samt två Billboard Music Awards med utmärkelserna "Best New Clip, Rap" och "Best New Clip, R&B/Urban". Norwood framförde låten på flera stora evenemang, däribland på Children's Choice Awards, Black Music Awards och på sin nationella turné med gruppen Boyz II Men.

## Bakgrund och produktion
"Jag visste att jag skulle bli en stjärna för jag ville inget annat. Jag drömde om det innan jag gick och la mig på kvällen. Det var det första jag tänkte på när jag vaknade på morgonen. Det var det jag ville." 
Brandy Norwood växte upp i ett kristet hem och började sjunga i sin pappas kyrkokör i Brookhaven Church of Christ i samhället Brookhaven, Mississippi. Hon sjöng sitt första gospelsolo vid två års ålder. 1983, när Norwood var fyra år gammal, flyttade familjen till Carson, Kalifornien och hon började studera i Hollywood High Performing Arts Center. Vid sju års ålder var Norwood på sin första Whitney Houston-konsert och hon blev en fan av artisten vilket kom att öka hennes eget musikintresse. I en intervju flera år senare berättade hon: "Jag var hänförd av talangen och hennes gåva och av hur hon fick alla i publiken att känna sig. Allt från glädjetårar, skrikandet och kärleken som hon fick. Jag tänkte 'åh herregud (!)' Från det ögonblicket förstod jag att det var något som jag också ville göra." Norwoods föräldrar uppmuntrade henne att följa sina drömmar och vid elva års ålder började Brandy besöka olika talangtävlingar. Hon blev medlem i en ungdomsgrupp och fick tillfälle att sjunga på flera lokala tillställningar. Samtidigt träffade Norwood en musikkompositör och började spela in demolåtar. Hon skickade låtarna till flera skivbolag i hopp om att få ett skivkontrakt.
År 1990 fick hon ett kontrakt med Teaspoon Productions lett av Chris Stokes och Earl Harris, vilket i sin tur ledde till ett jobb som bakgrundssångare åt pojkbandet Immature. Hon träffade Darryl Williams som vid tidpunkten var skivbolagschef för Capitol Records. Norwood, som hade startat ett R&B-band med två andra kvinnor, uppträdde inför Williams. Han var dessvärre inte imponerad av bandet som var "osynkroniserade" och "flamsiga". Det var inte förrän två år senare, efter att Williams blivit en av cheferna för Atlantic Records, som han erbjöd henne ett skivkontrakt med bolaget. Norwoods mamma, Sonja Norwood-Bates slutade sitt jobb för att kunna vara manager åt sin dotter. Brandy hoppade samtidigt av Hollywood High School för att sedan få hemundervisning. Under inspelningen av Brandys debutalbum fick hon rollen som Danesha Turrell i ABC:s komediserie Thea. Brandy spelade den 12-åriga dottern till huvudpersonen, Thea Turrell (Thea Vidale). Serien hade aldrig några höga tittarsiffror och lades ner åtta månader efter premiären. Norwood nominerades till en Young Artist Award i kategorin "Outstanding Youth Ensemble in a Television Series". Vid en tillbakablick mindes Brandy att hon var glad att serien avslutades eftersom dessa inspelningar kolliderade med produktionen av hennes debutalbum. "Jag tyckte hemskt synd om alla inblandade utom mig själv. För min egen del var det mest positivt för då kunde jag ägna mig åt det jag verkligen ville och det var att sjunga".

## Komposition och utgivning

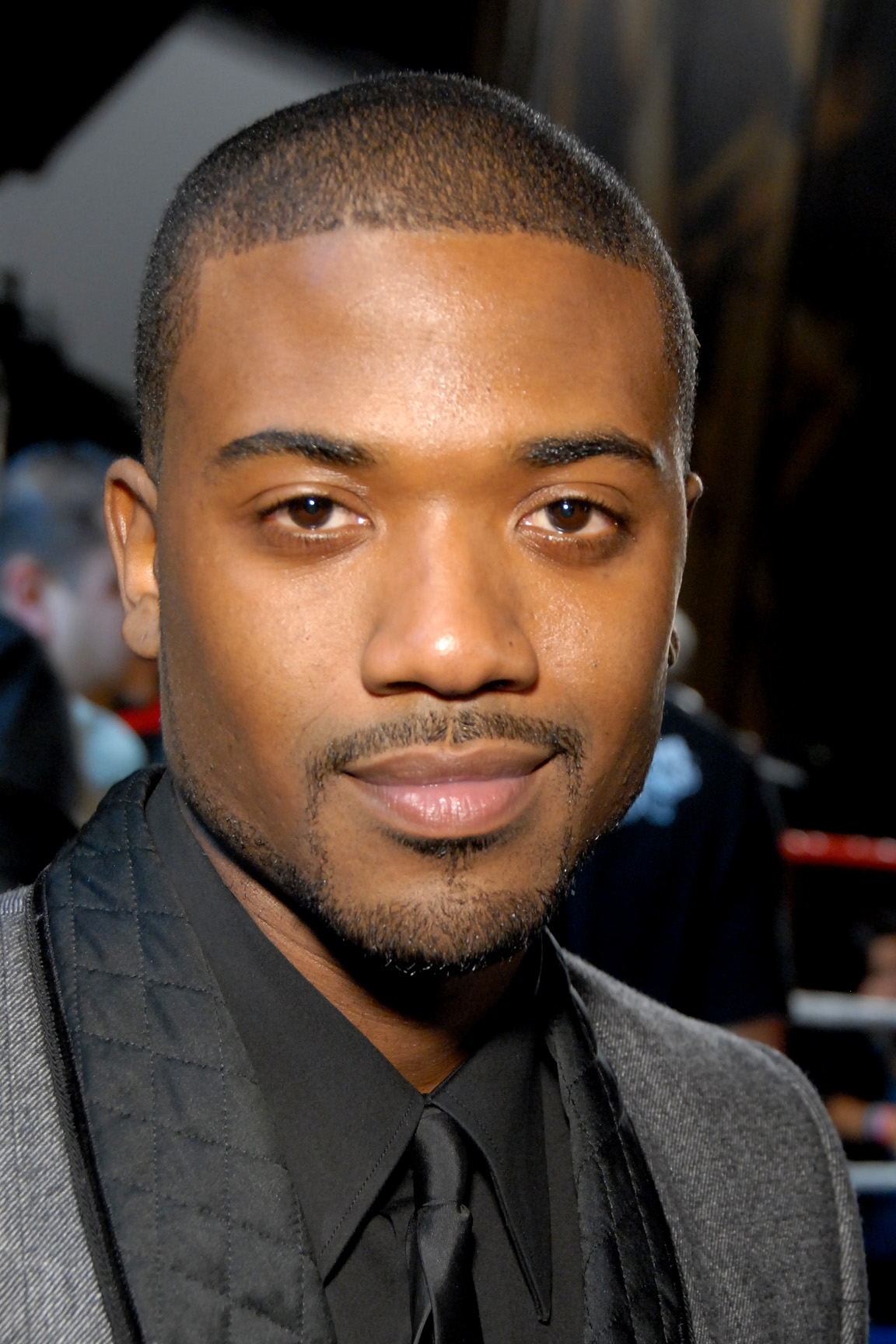
Brandy ville egentligen ge ut låten "Best Friend" som hennes debutsingel. Låten var en hyllning till hennes yngre bror Ray J.

"I Wanna Be Down" är en samtida R&B-produktion som pågår i fyra minuter och femtioen sekunder (4:51). Midtempo-låten innehåller keyboards och trummor och är influerad av musikgenren hiphop soul. Den skrevs, producerades och arrangerades av Keith Crouch och Kipper Jones vid Human Rhythm Studios. Bakgrundssången framfördes av Norwood och Tiara Le Macks. Booker T. Jones stod för ljudmix. Låttexten handlar om en ung kvinnas kärlek till en man. I refrängen sjunger framföraren: "I wanna be down with what you're going through/I wanna be down/I wanna be down with you". Atlantic beslutade att ge ut låten som Brandys debutsingel något hon, till en början, inte tyckte om. I en intervju med Complex Magazine flera år senare konstaterade hon: "'I Wanna Be Down' var intressant" och fortsatte: "Jag fattade inte grejen först. Jag var ung och fattade inte vad som skulle och vad som inte skulle gå hem hos radiostationer. Jag gillade låten men tyckte inte om tanken att den var den första singeln som folk skulle höra från mig." I och med utgivningen ersatte "I Wanna Be Down" planerna på att ge ut sångerskans favorit "Best Friend" som hennes debut ("Best Friend" gavs ut som skivans tredje singel år 1995 och blev en topp-tio notering). Efter att "I Wanna Be Down" blev en hit ändrade Brandy sin uppfattning om Atlantics val: "Jag förstod senare varför dom ville ge ut den. Alla började använda frasen 'I wanna be down..' och jag fick en 'aha' upplevelse!"
Atlantic tryckte upp tretton olika singelversioner av "I Wanna Be Down". Den vanligaste CD/Maxi-utgåvan innehöll albumversionen, en förlängd mix vid namn "Cool Out" och en a cappella-version. På omslaget syns Brandy sittande i en overall framför en blå port. Bilden togs av fotografen Michael Miller som tidigare jobbat med artister som Ana, Cypress Hill och Daddy Freddy. I Europa gavs låten ut via Eastwest Records och hade samma innehållsförteckning som på CD/Maxi-singeln i USA. I Storbritannien trycktes låten upp på "12-vinylskivor som var identiska med de Nordamerikanska vinylskivorna. Dessa utgåvor innehöll remixversioner av låten så som "Carson CA Edit" och "3 Boyz Dub".

### Human Rhythm Hip Hop Remix
Vid utgivningen av "I Wanna Be Down" kom Sylvia Rhone, Atlantic Records skivbolagschef, på idén med att spela in låten på nytt med en grupp kvinnliga rappare. En ny, mera hiphop-influerad instrumentering skapades samt nya verser framförda av de kvinnliga rapparna MC Lyte, Queen Latifah och Yo-Yo. I en intervju år 2012 sa Brandy; "Hiphop-remixen betydde allt för mig. Jag är en nykomling och alla dessa superstjärnor är med på min låt! Jag var ett stort Queen Latifah-fan och tänkte "åh herregud...jag kan inte fatta att det här verkligen händer mig". Jag fick möjlighet att umgås med alla tre. Dom tog hand om mig som om jag var deras lillasyster. Jag blev en av de första artisterna som introducerade hiphop på R&B beats. Det hade aldrig gjorts på samma sätt. Jag visste att det var en speciellt låt." I en intervju sa Yo-Yo; "Brandy kan inte göra fel. Hon är så söt och ser ut som min lillasyster." "Human Rhythm Hip Hop Remix" gavs ut som b-sida till "Baby", den andra singeln från Brandy som gavs ut den 24 december 1994.

## Mottagande

### Kritikers respons
Musikkritikers reaktioner på låten var övervägande positiva. Connie Johnson på The Los Angeles Times skrev att "Brandys självsäkra auktoritet är det som genomsyrar på hitsingeln 'I Wanna Be Down'. Förvånande moget." CD Universe skrev; "Brandys soul-fyllda R&B blandas med hennes jazz-influerade ornament. Innehållet är något som berör vilken tonåring som helst; åtrå och begär. Något som framgår på hennes midtempo-dänga 'I Wanna Be Down'". Stephanie Jeannot vid Epinions beskrev låten som "funkig" och prisade Brandys röst. Hon skrev; "Det här är en blandning av pop och R&B. Den är en klar favorit på skivan tack vare dess drivkraft. Trummorna gör produktionen väldigt funkig. Varje gång man hör den vill man upp och dansa. Istället för en brygga innan refrängen tillåter kompositörerna utrymme för musiken, ungefär som låtar framförda av jazz och soulsångare. Detta gjorde låten betydligt mera underhållande."
Michele Johnson från samma webbplats var också positiv i sin recension av Brandys album. Hon skrev; "'I Wanna Be Down' har R&B/hiphop/pop-beats och dessa är enastående. Det är trummorna som är drivkraften medan Brandy framför låten med sin skönsång. Refrängen är väldigt trallvänlig och man vill gärna sjunga den tillsammans med henne. Låten är som gjord för radio och det är inte konstigt att den blev en stor hit för R&B-prinsessan".

### Kommersiell prestation
"I Wanna Be Down" debuterade på plats 61 på den officiella amerikanska R&B-listan R&B Singles Chart (senare känd som Hot R&B/Hip-Hop Songs) den 3 september 1994. Följande vecka gjorde den en stor klättring på 45 placeringar, 92 - 47. Den 22 oktober nådde låten förstaplatsen på listan. Keith Crouch hade jobbat som musikkompositör i åtta år och aldrig haft en listetta innan "I Wanna Be Down". I en intervju med Billboard sade han; "Det var tillfredsställande att få en listetta efter så lång tid. Det var roligare än något annat. Jag har alltid trott att jag har det där extra och det kändes skönt att äntligen få det bekräftat." Låten visade sig också bli en stor hit på popmarknaden. Den nådde sjätteplatsen på Billboard Hot 100. Den 5 november redogjorde Billboard Magazine att singeln ökat i både antal radiospelningar och fysisk försäljning. Den återtog därmed förstaplatsen på listan R&B Singles Sales. På Hot R&B/Hip-Hop Songs höll den förstaplatsen från Ini Kamozes singel "Here Comes the Hotstepper". Följande vecka ökade fortfarande antal radiospelningar vilket höll kvar den på förstaplatsen en ytterligare vecka. "I Wanna Be Down" tillbringade sammanlagt fyra veckor som etta på R&B-listan. Vid utgivningen av "Human Rhythm Hip Hop Remix" klassades den och originalversionen som samma låt, då Billboard ännu inte ändrat sina regler för remixsinglar. Därför gjorde "I Wanna Be Down" comeback på försäljningslistorna vid utgivningen i januari, 1995. Låten nådde förstaplatsen på elva amerikanska radiostationer vilket fick den att åter klättra upp till topp-tio på Billboards R&B-lista. Sammanlagt uppehöll sig "I Wanna Be Down" två år på de amerikanska Billboard-listorna. Tidskriften Jet Magazine rankade låten som etta på deras lista Jet Top 20. Brandys debutsingel guldbelönades av RIAA för en singelförsäljning på över 600.000 exemplar. Fram till mars, 1995, hade låten sålts i 1 miljon exemplar. "I Wanna Be Down" gjorde även bra ifrån sig i Oceanien. Den nådde elfteplatsen på Nya Zeelands singellista RIANZ och tolfteplatsen på Australiens ARIA-lista. I Europa tog sig låten in på Storbritanniens singellista UK Singles Chart och klättrade som högst till plats 36.
| ”                                                  | Jag bad till gud och arbetade hårt. Men jag hade aldrig kunnat föreställa mig att det skulle komma vid femton års ålder. För att vara femton så vill jag väldigt mycket. Jag hoppas på att bli riktigt stor inom sång för jag vill kunna dela med mig av gåvan som gud har gett mig. | „ |
| – Brandy i en intervju med Ebony Magazine år 1995. | |   |

### Priser och nomineringar

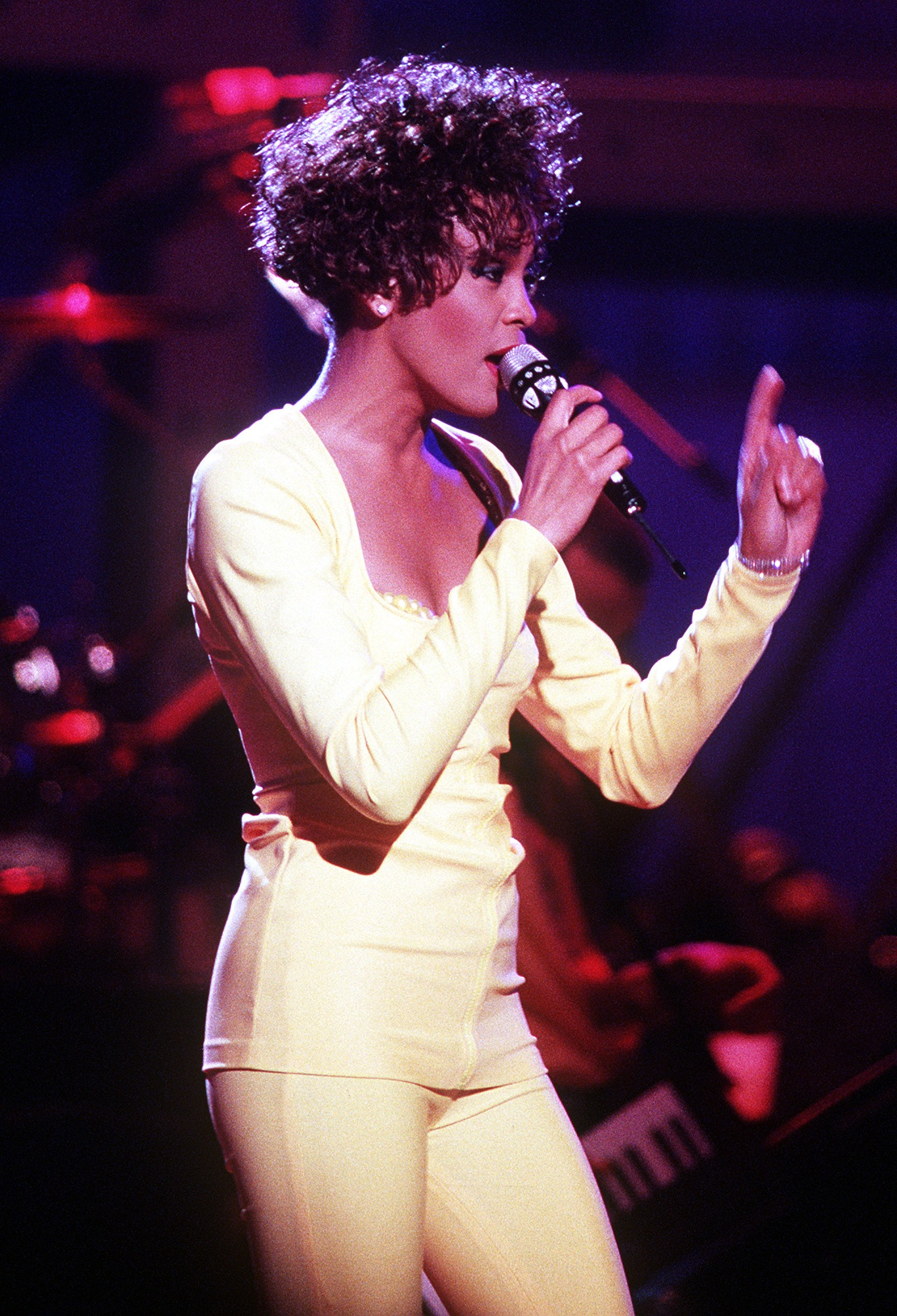
Whitney Houston berömde Brandy och "I Wanna Be Down".

Vid den 38 upplagan av den amerikanska Grammyceremonin som hölls den 28 februari 1996, var "I Wanna Be Down" nominerad i en kategori. Denna var "Best Rap Performance By A Duo Or A Group" för remixlåten. Priset togs dock hem av Mary J. Blige och Method Man för deras R&B-etta "I'll Be There for You"/"You're All I Need to Get By". Vid 1996 års Soul Train Lady of Soul Music Awards slog Brandy legender som Janet Jackson och Anita Baker när "I Wanna Be Down" nominerades till "Best R&B/Single, Solo" och "Best R&B/Soul Song of The Year" och vann i båda kategorierna. Jennifer Wiener, journalist vid Rome News Tribune, skrev; "Brandy hade rätt stil och, vid tillfället, rätt sound. Kritiker rosade hennes soulberikade och starka röst som på kort tid kunde förvandlas från jordnära gospel till flickaktigt fnitter. Hiphop-influerade låtar som 'I Wanna Be Down' spelades non-stop på radion och tonårsflickor dyrkade sångerskan." Brandy nominerades i kategorin "Favorite Singer" vid Nickelodeon Kids' Choice Awards år 1994, en ceremoni som hon också var värd för. Hon beskrevs som "nästa Whitney Houston". Houston själv berömde "I Wanna Be Down" och sa; "Jag har hört hennes singel. Den är bra!" Vid sångerskornas första möte under prisceremonin fortsatte Houston att berömma Brandy; "Hej sötnos! Jag är så stolt över dig!".
Vid Billboard Music Awards år 1995 var "I Wanna Be Down" nominerad i två kategorier, "Best New Clip, Rap" och "Best New Clip, R&B/Urban" och vann båda. Vid Soul Train Music Awards, som sändes 13 mars samma år, vann låten med utmärkelsen "R&B/Soul Artist, Female". Vid MTV Video Music Awards den 7 september 1995, var remixvideon till singeln nominerad i kategorin "Best Rap Video". Utmärkelsen gick dock till Dr. Dre och hans "Keep Their Heads Ringin'". Brandys debutsingel har genom åren haft en betydande roll i hennes karriär. Tillsammans med "Baby", "Brokenhearted" och "Sittin' Up in My Room" (soundtracksingel till filmen Hålla andan), som släpptes under en kort period åren 1994-96, etablerade Brandy som en av 1990-talets framgångsrikaste nykomlingar. Detta bidrog till att hon titulerades "Princess of R&B" och år 2010 rankades som en av de 50 största och framgångsrikaste tonårsstjärnorna i musikhistorien.

## Liveframträdanden
Brandy fick möjligheten att framföra "Human Rhythm Hip Hop Remix" tillsammans med MC Lyte, Latifah och Yo-Yo vid den amerikanska prisceremonin Children's Choice Awards i New York. Artisterna uppträdde med samma version under galan Soul Train Music Awards den 13 mars 1995, i Shrine Auditorium, Los Angeles. Innan Brandy klev upp på scen introducerades hon av Patti LaBelle, Anita Baker och Babyface. Med LaBelles ord; "välkommen upp på scen min lilla flicka - Brandy!", syntes sångerskan påbörja rutiner med två bakgrundsdansare. Iklädd en vit kavaj framförde Brandy låtens första delar innan Yo-Yo klev ut på scen och framförde sina delar. Lyte och Latifah rappade senare sina respektive verser. Hon framförde låten på en mängd pratshower. Mest noterbart var hennes uppträdande vid The Tonight Show With Jay Leno där hon framförde låten med ett liveband och bakgrundssångare. Den 25 november 1994, uppträdde hon med låten vid den brittiska prisceremonin Black Music Awards i Wembley Centre, London.
Den 1 november 1994, startade hon en marknadsföringskampanj på skolor runt om i Kalifornien. Under turnén sjöng Brandy "I Wanna Be Down" tillsammans med fyra bakgrundssångare. Hon framförde låten på sin egen TV-serie, Moesha, under en julspecial år 1996. Under uppträdandet bar hon säckiga jeans och en stor fotbollströja. Sedan utgivningen har "I Wanna Be Down" alltid varit ett av numren på hennes världsturnéer; Never Say Never World Tour och Human World Tour. Under den förstnämnda turnén framförde hon en mix av "Baby", "I Wanna Be Down" och "Sittin' Up in My Room" och utförde rutiner tillsammans med sina bakgrundsdansare. Den 26 maj 2010 framförde hon låten vid Key Club i Los Angeles framför andra artister så som Dawn Robinson och Rhona Bennett från gruppen En Vogue, Jalen Rose och Earl Watson. Hon sjöng även sin tolkning av Etta James klassiker "At Last". Uppträdandena fick stående ovationer från publiken.

## Musikvideo
Musikvideon till "I Wanna Be Down" filmades i oktober, 1994. Den regisserades av Keith Ward för West Side Stories och producerades av Tracay Baker. I videon framställs Brandy som en pojkflicka. Under videons gång visas sekvenser när sångerskan och hennes vänner dansar framför en Jeep i en skog. I andra scener sitter hon på en gunga. Brandy framför verserna "I would like to get to know if I could be/The kind of girl that you could be down for" via en telefon till sin eventuella pojkvän. "I Wanna Be Down" blev Brandys första musikvideo och hon beskrev senare filmandet som en "fantastisk upplevelse". Hon sa; "Jag fick tillfälle att jobba med fantastiska människor som exempelvis Frank Gatson. Alla mina vänner var med i videon. Min bror var med [...] Han var där och vi gjorde en liten dansrutin tillsammans som blev populär. Det var roliga tider. Jag var så exalterad för mina drömmar slog in framför ögonen på mig... vid femton års ålder." I januari, 1995, nådde videon förstaplatsen på Billboards Video Monitor, en lista som rankar de populäraste musikvideorna på olika musikkanaler så som BET, MTV och Vh1.
Musikvideon för remixversionen "Human Rhythm Hip Hop Remix" hade premiär i februari, 1995. Den filmades och regisserades av Hype Williams vars remixvideo till Craig Macks singel "Flava in Ya Ear" var en stor inspiration. I en intervju med Vibe Magazine sa Williams; "Brandy gillade Craig Macks remixvideo så jag gjorde en för kvinnorna med mera mode inblandat." Videon, "ibland i glamoröst svart-vitt eller livliga färger och glödlampor som blinkar i takt med beatsen", är simpel och visar Brandy framföra låten tillsammans med MC Lyte, Latifah och Yo-Yo. Brandys yngre bror Ray J syns även i korta sekvenser. Videon gav Brandy en MTV Video Music Award-nominering i kategorin "Best Rap Video" år 1995.

## Format och innehållsförteckningar
| 1.           | I Wanna Be Down (LP Edit)       | 4:17  |
| 2.           | I Wanna Be Down (Cool Out Edit) | 4:17  |
| 3.           | I Wanna Be Down (LP Version)    | 4:39  |
| Total längd: | Total längd:                    | 12:07 |

| 1.           | I Wanna Be Down (Carson CA Edit) | 4:05  |
| 2.           | I Wanna Be Down (Carson CA Mix)  | 5:39  |
| 3.           | I Wanna Be Down (3 Boyz Dub)     | 5:39  |
| Total längd: | Total längd:                     | 15:23 |

| 1.           | I Wanna Be Down (LP Edit)                    | 4:11  |
| 2.           | I Wanna Be Down (Human Rhythm Hip Hop Remix) | 4:18  |
| 3.           | I Wanna Be Down (LP Version)                 | 4:55  |
| 4.           | I Wanna Be Down (Cool Out)                   | 5:14  |
| 5.           | I Wanna Be Down (A cappella)                 | 4:33  |
| Total längd: | Total längd:                                 | 22:31 |

## Musikmedverkande
- Låtskrivare – Keith Crouch, Kipper Jones
- Produktion – Keith Crouch
- Ljudmixning – Booker T. Jones, Keith Crouch
- Bakgrundssångare – Brandy Norwood, Tiara Le Macks
- Trummor, Keyboards, programmering – Keith Crouch

## Topplistor
| Lista (1994)                            | Topplacering |
| --------------------------------------- | ------------ |
| Australien (ARIA)                       | 12           |
| Nya Zeeland (RIANZ)                     | 11           |
| Storbritannien (UK Singles Chart)       | 36           |
| USA (Billboard Hot 100)                 | 6            |
| USA (Billboard Hot R&B/Hip-Hop Songs)   | 1            |
| USA (Billboard Hot R&B/Hip-Hop Airplay) | 1            |

| Lista (1994)            | Topplacering |
| ----------------------- | ------------ |
| USA (Billboard Hot 100) | 100          |
| Lista (1995)            | Topplacering |
| USA (Billboard Hot 100) | 49           |